# DNS封鎖
域名系统封鎖或DNS封鎖/过滤是一种封鎖手段，用户此時难以在互联网上訪問某些域名以及网站。它于1997年首次推出，旨在阻止来自已知恶意IP地址的垃圾電郵。DNS封锁也可以适用于用戶发出的请求，比如DNS不会返回被请求网站的有效IP地址（例如，当在浏览器中输入 "www.wikipedia.org "时，DNS不会返回198.35.26.96）。一些公共 DNS 解析器，如Quad9和CleanBrowsing会阻止用戶訪問已知的网络钓鱼網站和恶意域名網站。 CleanBrowsing還會过滤掉成人網站。